# Ahja (plaats)
Ahja (Duits: Aya) is een plaats in de Estlandse gemeente Põlva, provincie Põlvamaa. De plaats heeft de status van groter dorp of ‘vlek’ (Estisch: alevik) en telt 455 inwoners (2021).
Ahja was tot in oktober 2017 de hoofdplaats van de gelijknamige gemeente. In die maand ging de gemeente Ahja op in de gemeente Põlva.
Ahja ligt aan de rivier Ahja.

## Geschiedenis
Het dorp werd voor het eerst genoemd in 1553, het landgoed Ahja in 1556. Tijdens de Lijflandse Oorlog (1558-1583) werd het landgoed waarschijnlijk totaal verwoest, maar in de periode van het Hertogdom Lijfland werd het weer opgebouwd. Op het eind van de 16e eeuw was Ahja een van de grootste landgoederen uit de regio en bevatte het grote delen van de huidige gemeenten Põlva en Kastre.
Het landhuis van het landgoed, gebouwd in de jaren 1740-1749, en een aantal bijgebouwen zijn bewaard gebleven.
De voornaamste werkgever van Ahja was lange tijd de worstfabriek AS Wõro Kommerts, die echter twee jaar na de overname door de Finse Atria-groep in 2010 werd gesloten.
Ahja was in 1886 de geboorteplaats van de schrijver Friedebert Tuglas, aan wie een museum is gewijd. Ook is de middelbare school van Ahja (de Friedebert Tuglase nimeline Ahja Kool) naar de auteur vernoemd.

## Geboren in Ahja
- Friedebert Tuglas (1996-1971), schrijver
- Signy Aarna (1990), voetbalster

## Foto's

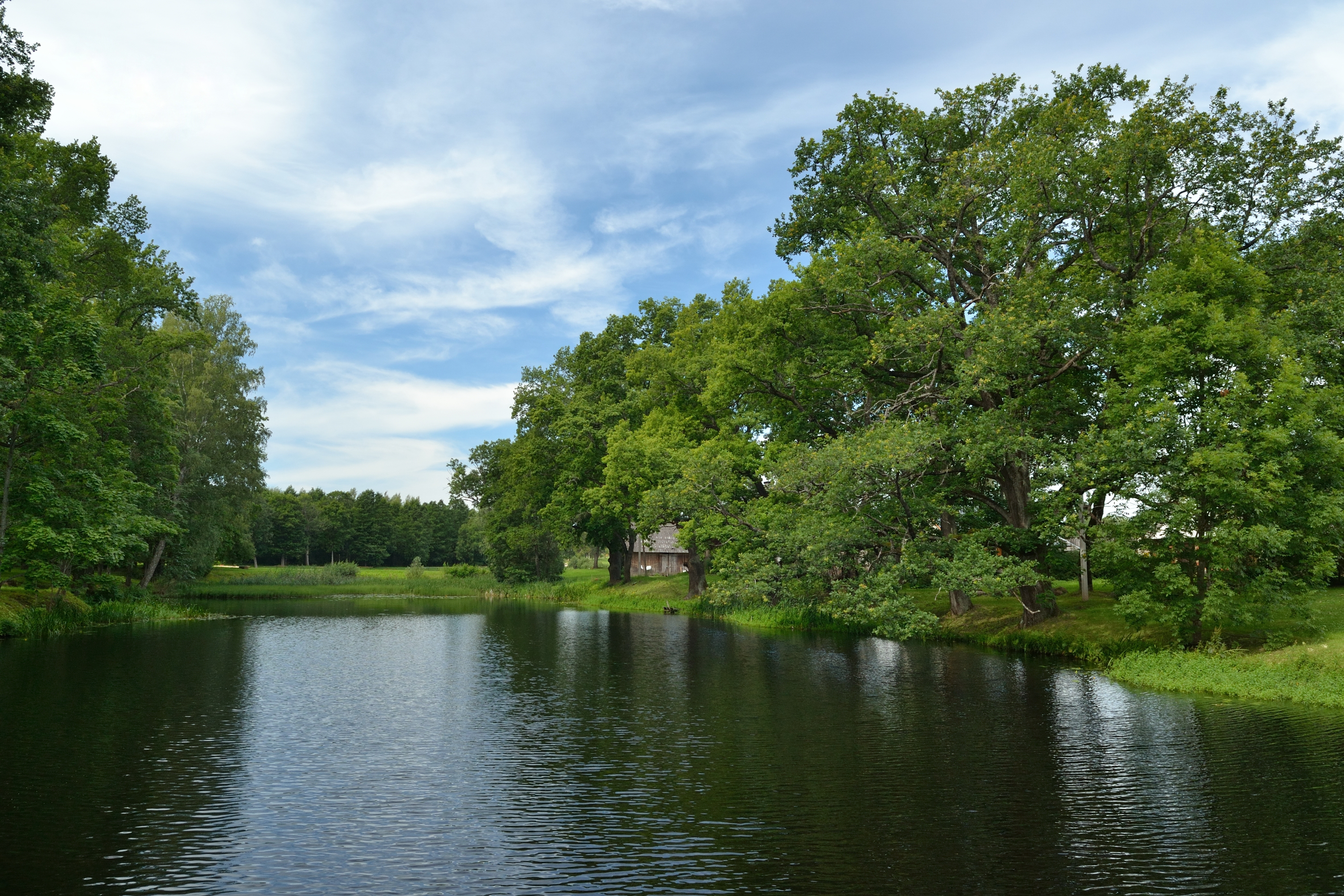
Meertje bij Ahja
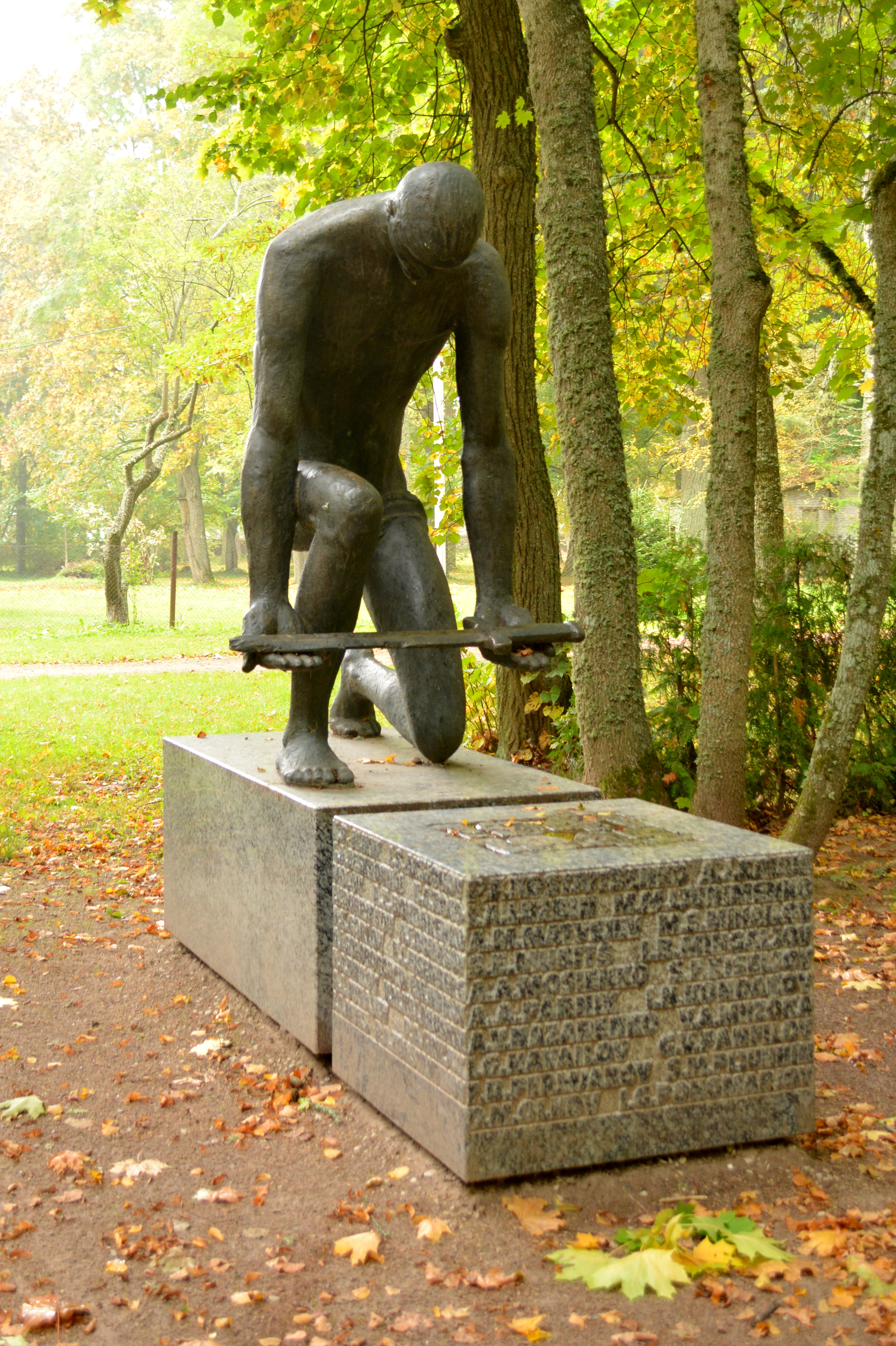
Gedenkteken voor de slachtoffers van de Tweede Wereldoorlog
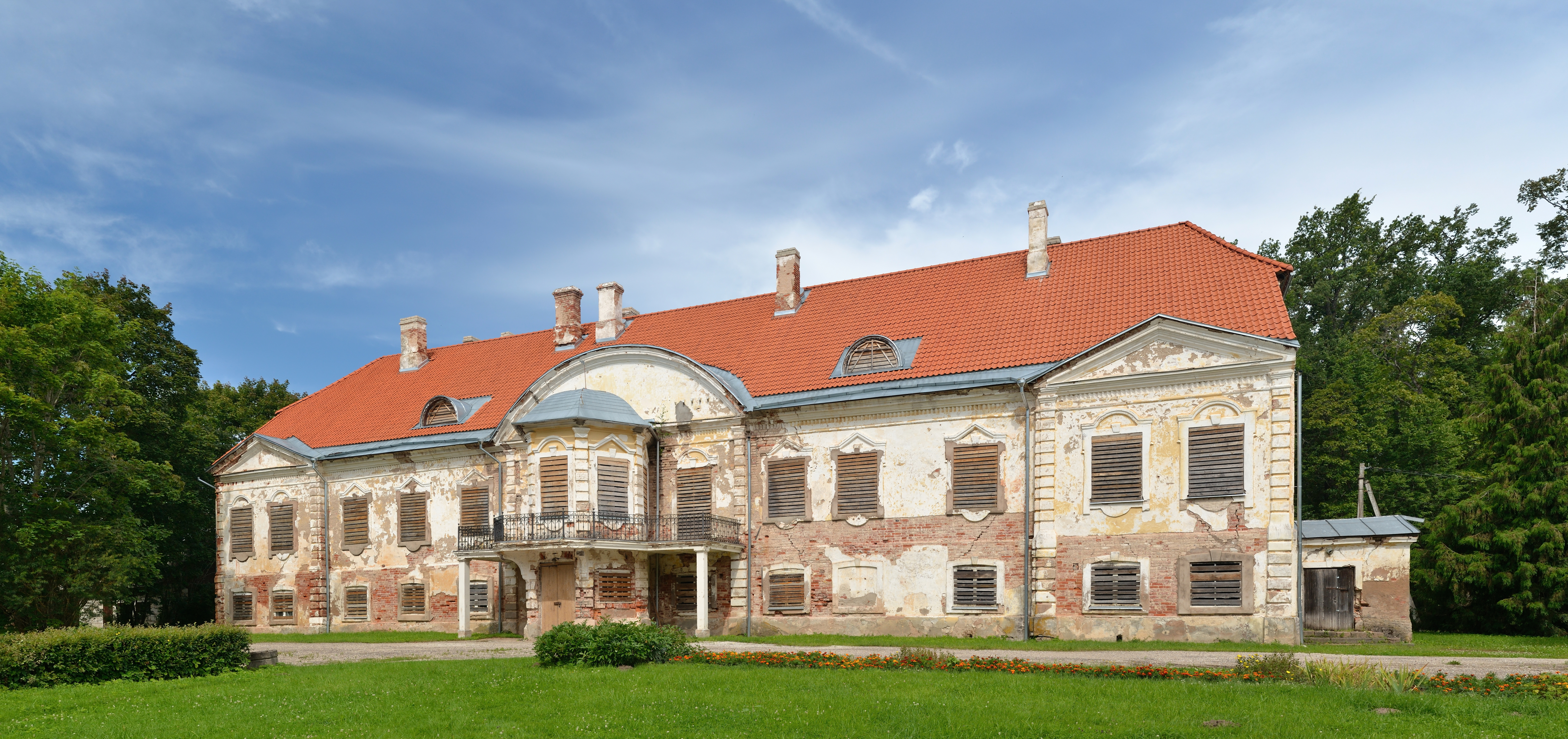
Het landhuis van Ahja
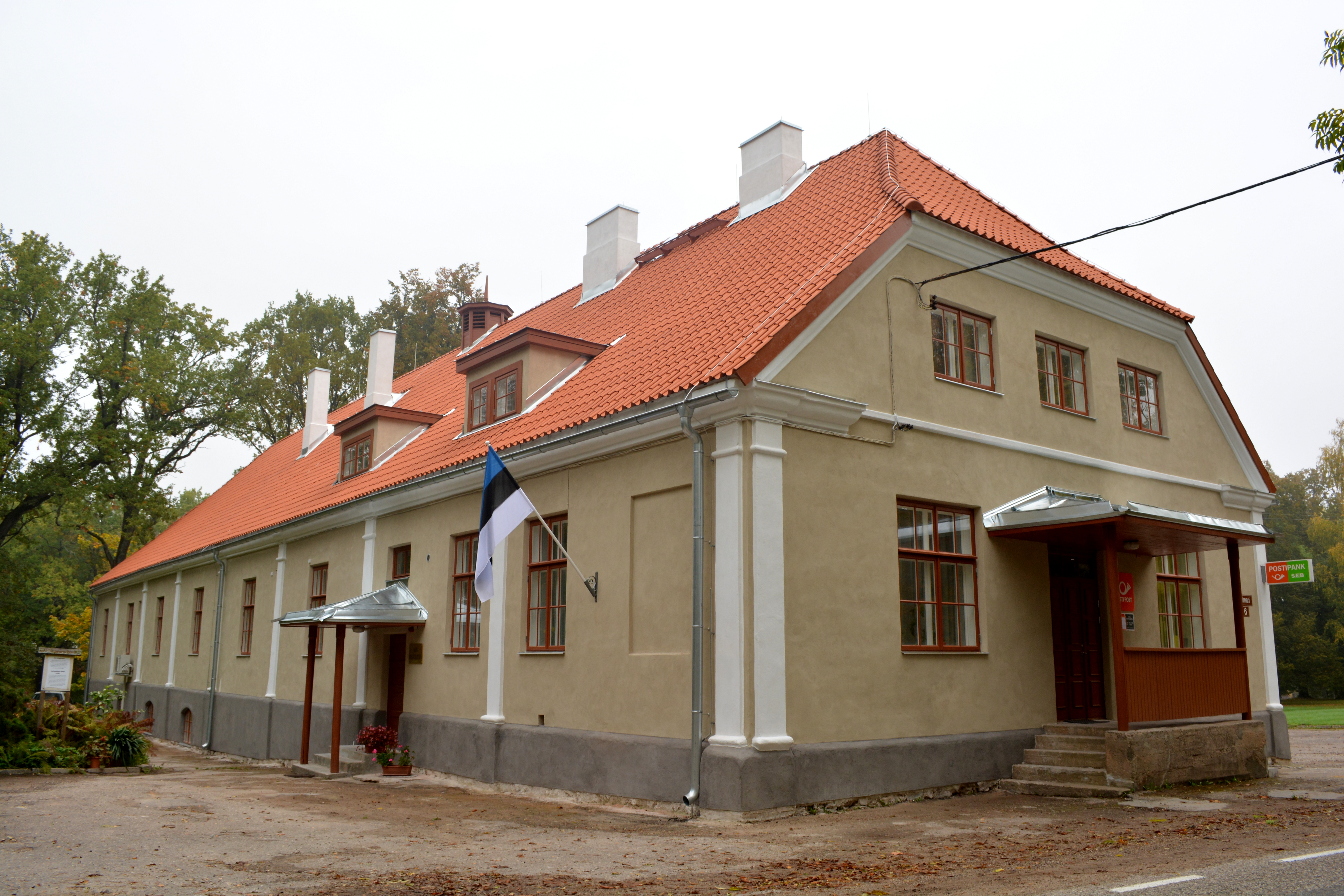
Schuur op het landgoed, in gebruik als postkantoor
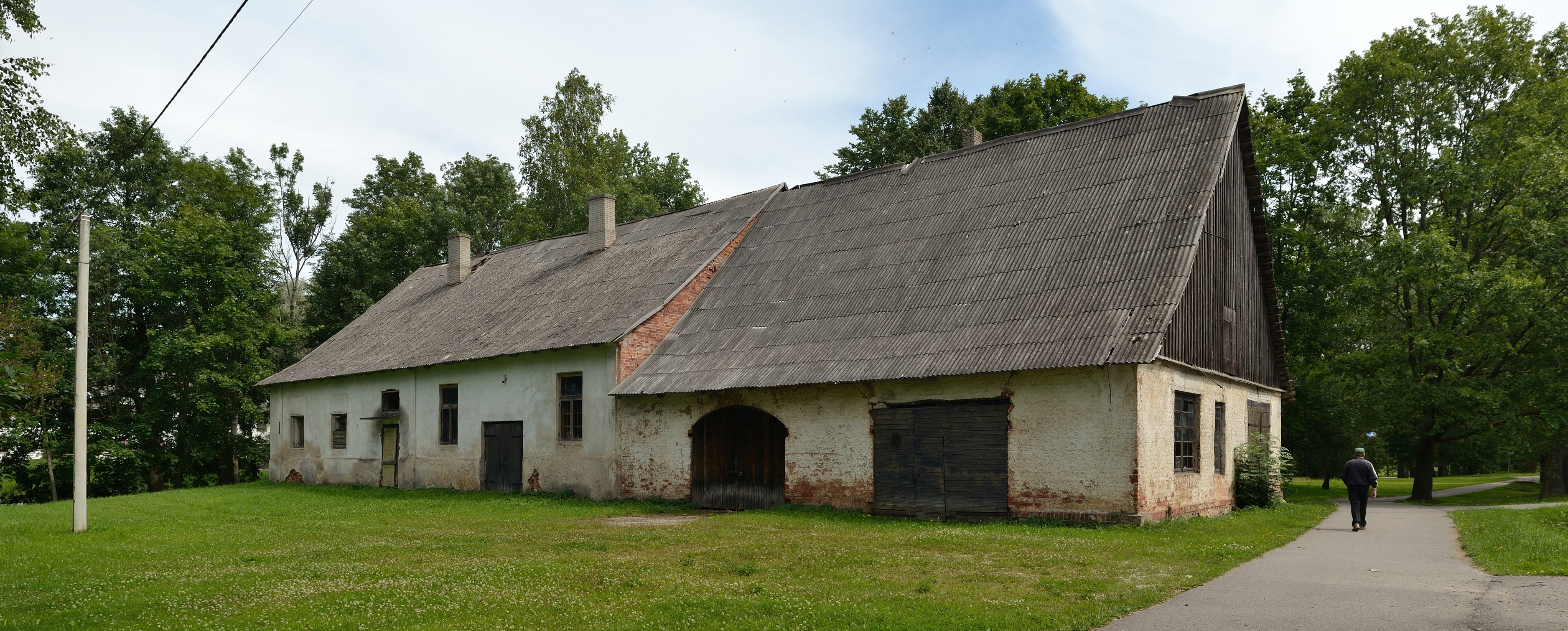
Het voormalige koetshuis
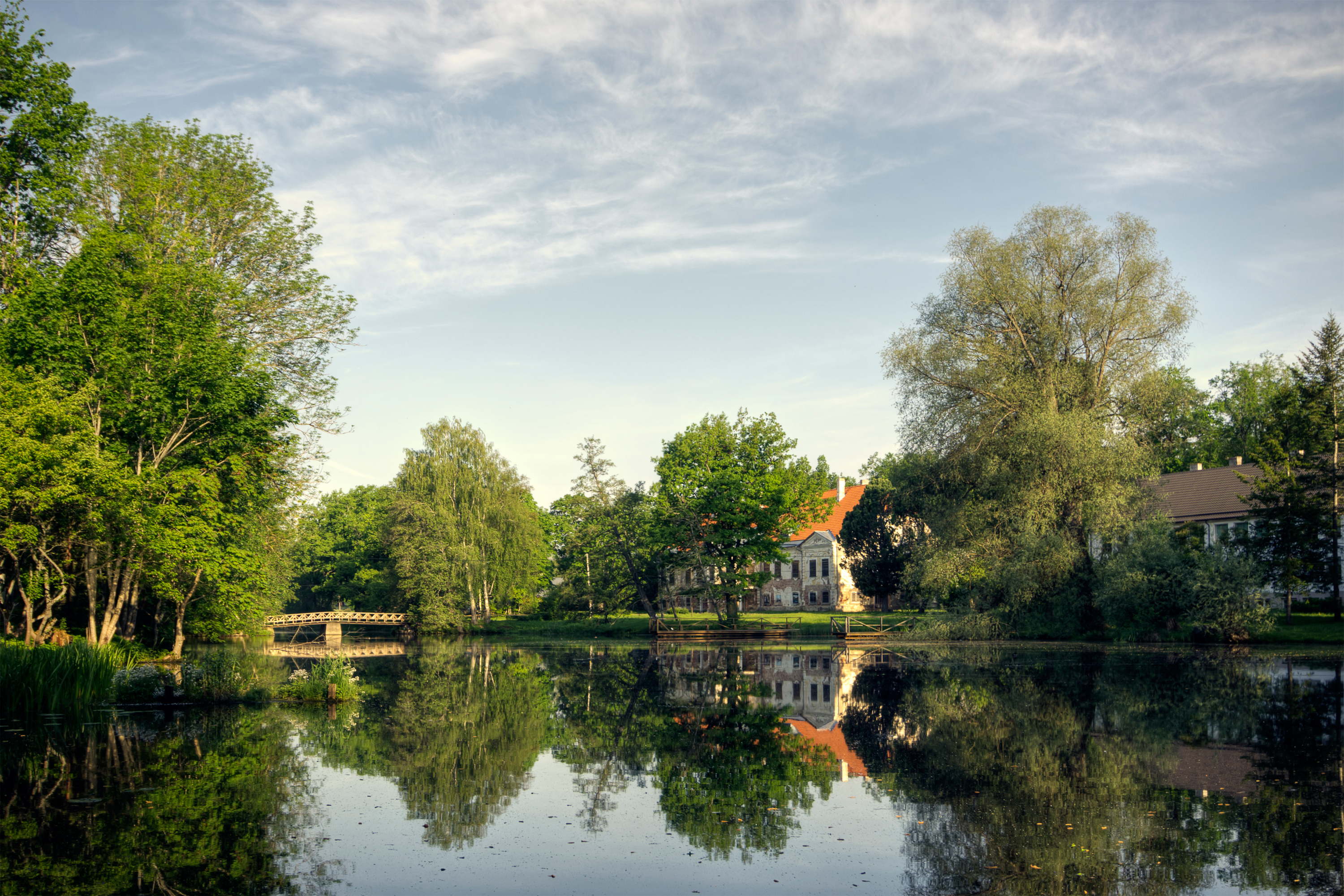
Vijver in het park van het landgoed
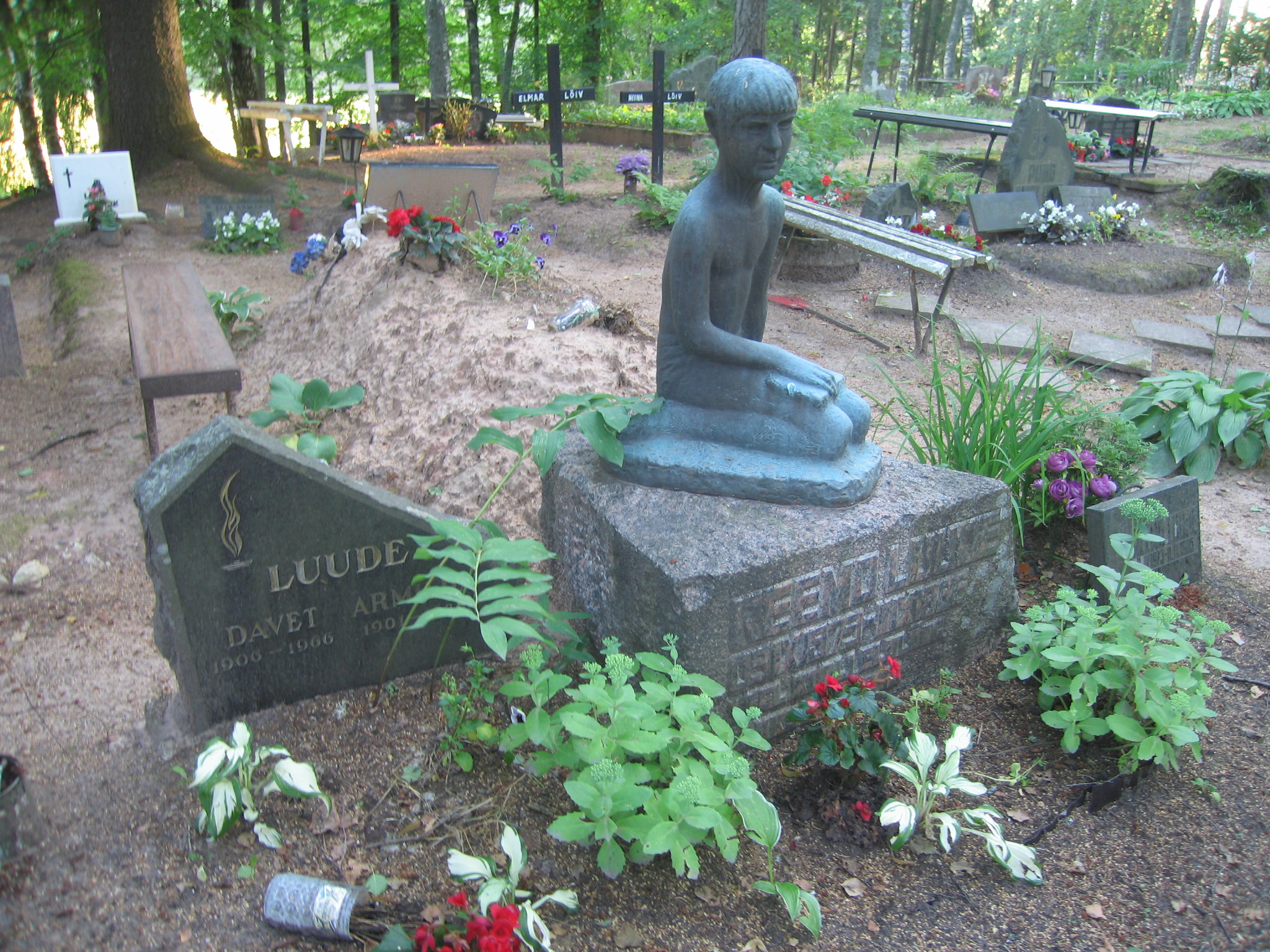
Kerkhof van Ahja